# Marlborough District
Der Marlborough District ist eine Verwaltungseinheit auf der Südinsel von Neuseeland. Der Rat des Distrikts, Marlborough District Council genannt, hat seinen Sitz in der Stadt Blenheim. Der Distrikt besitzt den Status einer Unitary Authority, da er mit seiner Verwaltung gleichzeitig die verwaltungstechnischen Aufgaben einer Region wahrnimmt, wobei die Grenzen der Region deckungsgleich mit denen des Distrikts sind.

## Geographie

### Geographische Lage
Der Marlborough District verfügt über eine reine Landfläche von 10.458 km² und hatte zum Census im Jahr 2013 mit 43.416 Einwohnern eine Bevölkerungsdichte von 4,2 Einwohner pro km². Der District liegt im nordöstlichen Teil der Südinsel mit Zugang zur Cook Strait. Im Westen grenzen der Tasman District und das Stadtgebiet von Nelson City an. Im Süden und Südwesten tut dies der Hurunui District, der bereits zur Region Canterbury gehört und im Südosten liegt der Kaikoura District. Der nördliche und nordöstlich Teil des Distrikts wird von der Küstenlinie zur Cook Strait begrenzt.
Bis auf die Ebene des Wairau Rivers ist der gesamte Distrikt von einer Berglandschaft geprägt, die im Westen um die 1600 m bis 1800 m liegt und nach Osten hin bis auf über 2800 m ansteigt. Als bedeutende Gebirgszüge sind hier die Inland Kaikoura Range zu nennen. Im Nordwesten des Distrikts ragen die Richmond Range besonders heraus. Die beiden größten Flüsse des Distrikte, Wairau River und Awatere River orientieren sich in ihrer Fließrichtung nach Nordosten.
Die größte Stadt des Distrikts ist Blenheim mit rund 24.200 Einwohnern, gefolgt von Picton mit rund 2750 Einwohnern. Alle anderen Ortschaften liegen unterhalb von 1000 Einwohnern.

### Klima
Der Marlborough District liegt häufiger unter dem Einfluss ostwärts wandernde Antizyklone, wobei die vorherrschenden Windrichtungen im Distrikt nicht einheitlich sind, in Blenheim beispielsweise von Westen kommend, in Picton dagegen von Norden und Süden gleichermaßen bevorzugt auftretend. Während in den westlichen Bergen Niederschläge oberhalb von 2000 mm pro Jahr zu erwarten sind, reduzieren sie sich auf der Leeseite der Berge bis auf unter 1000 mm pro Jahr je nach Lage. Die durchschnittlichen Tagestemperaturen im Sommer liegen zwischen 16 °C und 24 °C je nach Höhenlage, wobei die Ebene um Blenheim die wärmste Gegend des Distrikts darstellt. Im Winter hingegen sind in den Bergen häufig Minustemperaturen zu erwarten und an den Küsten milde durchschnittliche Temperaturen zwischen 3 °C und 10 °C, letztere im Norden an der Küste zur Cook Strait. Die jährliche Sonnenscheindauer liegt in den südwestlichen Bergen zwischen 1700 und 1900 Stunden und im nordöstlichen Teil zu den Küstenbereichen hin und in den Ebenen zwischen 2000 und 2300 Stunden.

## Geschichte
Die Brownlee Tramway verkehrte von um 1881 bis 1915.
Der Marlbourough District wurde im Juli 1992 durch die Aufteilung der Nelson-Marlborough-Region in die drei Unitary Authorities Nelson, Tasman und Marlbourough gegründet.

## Bevölkerung

### Bevölkerungsentwicklung
Von den 43.416 Einwohnern der Stadt waren 2013 4776 Einwohner Māori-stämmig (11,0 %). Damit lebten 0,8 % der Māori-Bevölkerung des Landes im Marlborough District. Das durchschnittliche Einkommen in der Bevölkerung lag 2013 bei 27.900 NZ$ gegenüber 28.500 NZ$ im Landesdurchschnitt.

### Herkunft und Sprachen
Die Frage nach der Zugehörigkeit zu einer ethnischen Gruppe beantworteten in der Volkszählung 2013 89,2 % mit „Europäer“, 11,5 % gaben an, Māori-Wurzeln zu haben, 2,3 % kamen von den Inseln des pazifischen Raums und 2,8 % stammten aus Asien (Mehrfachnennungen waren möglich). 16,0 % der Bevölkerung gab an, in Übersee geboren zu sein. 2,2 % der Bevölkerung sprachen Māori als zweithäufigste Sprache nach Englisch und unter den Māori taten dies 14,7 %.

## Politik

### Verwaltung
Der Marlborough District ist noch einmal in drei Wards unterteilt, dem Blenheim Ward mit sieben Councillors (Ratsmitglieder) und dem Marlborough Sounds Ward sowie dem Wairau/Awatere Ward mit je drei Councillors. Die dreizehn Councillors bilden zusammen mit dem Mayor (Bürgermeister) den Distrikt Council (Distriktrat) und werden alle drei Jahre neu gewählt.

### Städtepartnerschaften
Der Distrikt pflegt zwei Städtepartnerschaften:
- Tendō, Präfektur Yamagata, Japan, seit 1989
- Otari, Präfektur Nagano, Japan, seit 1991

## Wirtschaft
Der Distrikt zählte im Jahr 2015 6978 Unternehmen mit insgesamt 25.303 Beschäftigten. Der mit Abstand größte Wirtschaftszweig des Distriktes stellt mit 23,7 % Anteil am Gross Domestic Product (GDP) (Bruttoinlandsprodukt) das produzierende Gewerbe dar, gefolgt von 11,7 % der Land- und Forstwirtschaft zusammen mit der Fischerei, 7,5 % dem Immobiliensektor, 5,7 % dem Baugewerbe und 5,2 % dem Gesundheitssektor.

## Infrastruktur

### Verkehr
Verkehrstechnisch angeschlossen ist der Distrikt durch den New Zealand State Highway 1, der von Picton kommend den Distrikt an der Küste entlang durchkreuzt. Von Blenheim abzweigend führt der State Highway 6 in Richtung Nelson und der State Highway 63 nach Westen in Richtung Westport. Ein kleiner Flughafen mit Graspisten liegt rund 4 km südwestlich des Stadtzentrums von Blenheim. Direkt durch Blenheim führt auch der South Island Main Trunk Railway, der ebenfalls von Picton kommend parallel zum State Highway 1 an der Küste entlang nach Süden führt.